# Johan Ihre
Johan Ihre (den äldre), född 14 mars 1707 i Lund, död 1 december 1780 i Uppsala, var en svensk språkforskare och professor skytteanus. Med sina 42 år på posten är han den person som hittills har innehaft skytteanska professuren under längst tid.

## Biografi
Johan Ihre föddes 1707 i Lund som son till teologen Thomas Ihre och dennes första hustru Brita Steuchia (död 1710); modern härstammade från den så kallade Bureätten. Släkten Ihre adlades med Johan Ihre 1757. Han gifte sig första gången med friherrinnan Sara Charlotta Brauner, dotter till landshövdingen friherre Johan Brauner och Margareta, född Törne, och andra gången med Charlotta Johanna Gerner dotter till översten Albrecht Gerner och grevinnan Anna, född Gyllenborg.
När fadern dog 1720 blev Johan Ihre föräldralös och fick bo hos sin morfar, ärkebiskopen Mattias Steuchius. Han blev filosofie magister vid Uppsala universitet 1730, och bedrev 1730–1733 studier utomlands, bland annat i Oxford, London och Paris. 1734 utsågs han till docent i Uppsala, och 1735 till vice bibliotekarie vid universitetsbiblioteket där. 1737 blev han professor i latinsk poesi, samt 1738 och till sin död professor skytteanus. Den 24 juli 1755 invaldes han i Kungliga Vitterhetsakademien, och var från 1756 kansliråd. Ihre var också sekreterare i Kungliga Vetenskapssocieteten.
Johan Ihre är främst känd för att ha grundat det moderna germanska språkhistoriska studiet samt den komparativa språkforskningen i Sverige, vilket fick betydelse för Jacob Grimms upptäckt av den germanska ljudskridningen samt dansken Rasmus Rasks forskning. 1769 utkom hans etymologiska ordbok i svenska språket, där orden härleds till fornsvenska former och jämförs med andra nordiska, germanska och indoeuropeiska språk. Samtidens felaktiga historiesyn – delvis skapat av Heimskringla – fick dock till följd att mycket arbete varit förgäves. Johan Ihre trodde exempelvis att det nordiska språket förts hit av Oden, i Eddan beskriven som kungarnas förfader.
Det var Johan Ihre som bevisade att Codex argenteus eller mer känd som Silverbibeln är Wulfilas gotiska bibelöversättning. Därtill är det hans tolkning av densamma som är grunden till den ännu vedertagna översättningen. Han behandlade Snorres prosaiska Edda som poetik i några verk. Främst hans forskningar i gotiska språket är uppmärksammade och han har för detta vunnit ett internationellt erkännande. Detta var dock endast en del av ett vidare forskningsfält.
1750 dömdes Johan Ihre till en årslön i böter för uppvigling av bönderna i Dalarna. Han blev utsatt för kritik av prästeståndet för bristande renlärighet, då han 1749 blev tillrättavisad genom ett brev från Kungliga Majestätet, men är trots allt ihågkommen som en av de främsta svenska vetenskapsmännen genom tiderna.
Ihre ligger begravd i Sandbro gravkor i Björklinge kyrka. Hans son, majoren Johan Ihre, och dennes efterkommande ligger begravda i Närlinge gravkor i Björklinge kyrka.

### Familj
Ihre gifte sig första gången 8 maj 1738 med friherrinnan Sara Charlotta Brauner (1714–1758), dotter till landshövdingen Johan Brauner och Margareta Törne. De fick tillsammans barnen majoren Johan Ihre (1740–1783) i rysk tjänst, Margareta Charlotta Ihre (1742–1770) som var gift med översten David Samuel Silfverstolpe, Hedvig Christina Ihre (1743–1743), Brita Christina Ihre (1744–1769) som var gift med häradshövdingen Johan Pfeiff, Hedvig Maria Ihre (1746–1798) som var gift med lagmannen Jonas von Engeström och Tomas Ihre (1748–1748).
Han gifte sig andra gången 11 december 1759 med Charlotta Johanna Gerner (1728–1822) dotter till översten Albrecht Gerner och grevinnan Anna Gyllenborg. De fick tillsammans barnen kanslirådet Albrecht Ihre (1763–1828), Anna Catharina Ihre (1766–1767) och ryttmästaren Elof Ihre (1766–1828) vid Ligregementets kyrassiärkår.